# Czwarty rząd Rafika al-Haririego
Czwarty rząd Rafika Haririego – rada ministrów Republiki Libańskiej od października 2000 r. do  kwietnia 2003 r.
23 października 2000 r. Rafik Hariri został mianowany po raz czwarty premierem Libanu po tym, jak w wyborach parlamentarnych z 3 września jego lista wyborcza zdobyła wszystkie mandaty z okręgu bejruckiego. W skład rządu weszło 30 członków. 6 listopada nowy gabinet uzyskał wotum zaufania, zdobywając poparcie 96 ze 128 deputowanych.
17 kwietnia 2003 r. Rafik Hariri przedstawił skład nowej, piątej już rady ministrów.

## Skład
| Stanowisko                                | Imię i nazwisko             | Wyznanie             |
| Premier                                   | Rafik Hariri                | Sunnita              |
| Minister finansów                         | Fouad Siniora               | Sunnita              |
| Minister transportu i robót publicznych   | Nażib Mikati                | Sunnita              |
| Minister sprawiedliwości                  | Samir Dżisr                 | Sunnita              |
| Minister edukacji                         | Abdel Rahim Mrad            | Sunnita              |
| Sekretarz stanu                           | Bahidż Tabbara              | Sunnita              |
| Minister spraw zagranicznych              | Mahmud Hammud               | Szyita               |
| Minister spraw socjalnych                 | Assad Diab                  | Szyita               |
| Minister rolnictwa                        | Ali Adżadż Abdallah         | Szyita               |
| Minister pracy                            | Ali Kansuh                  | Szyita               |
| Minister energii i wody                   | Mohammad Abdel-Hamid Bejdun | Szyita               |
| Sekretarz stanu                           | Nazih Bejdun                | Szyita               |
| Minister ds. uchodźców                    | Marwan Hamadeh              | Druz                 |
| Minister informacji                       | Ghazi al-Aridi              | Druz                 |
| Sekretarz stanu                           | Talal Arslan                | Druz                 |
| Minister obrony                           | Chalil Hrawi                | Katolik-Maronita     |
| Minister zdrowia                          | Sulajman Farandżijja        | Katolik-Maronita     |
| Minister przemysłu                        | Georges Frem                | Katolik-Maronita     |
| Minister telekomunikacji                  | Jean-Louis Kardahi          | Katolik-Maronita     |
| Sekretarz stanu ds. reformy administracji | Fuad Saad                   | Katolik-Maronita     |
| Sekretarz stanu                           | Pierre Helou                | Katolik-Maronita     |
| Wicepremier                               | Issam Fares                 | Prawosławny          |
| Minister spraw wewnętrznych               | Elias Murr                  | Prawosławny          |
| Minister turystyki                        | Karam Karam                 | Prawosławny          |
| Sekretarz stanu                           | Biszara Merhedż             | Prawosławny          |
| Minister kultury                          | Ghassan Salame              | Katolik-Melchita     |
| Minister środowiska                       | Michel Musa                 | Katolik-Melchita     |
| Sekretarz stanu                           | Michel Faraon               | Katolik-Melchita     |
| Minister młodzieży i sportu               | Sebah Hownanian             | Prawosławny Ormianin |
| Minister ekonomii i handlu                | Bassel Fleihan              | Protestant           |